# Sędzin (gmina)
Sędzin (od 1973 Dobre i Zakrzewo) – dawna gmina wiejska istniejąca do 1954 roku w woj. warszawskim, pomorskim i bydgoskim (dzisiejsze woj. kujawsko-pomorskie). Nazwa gminy pochodzi od wsi Sędzin, lecz siedzibą władz gminy były: przed wojną – Dobre, a po wojnie Krzywosądza (obecnie Krzywosądz).
Za Królestwa Polskiego gmina należała do powiatu radiejewskiego (od 1871 nieszawskiego) w guberni warszawskiej. 
W okresie międzywojennym gmina Sędzin należała do powiatu nieszawskiego w woj. warszawskim. Była to gmina o ekstremalnie peryferyjnym położeniu względem jego stolicy – Warszawy. 1 kwietnia 1938 roku gminę wraz z całym powiatem nieszawskim przeniesiono do woj. pomorskiego.
Po wojnie gmina weszła w skład terytorialnie zmienionego woj. pomorskiego. 12 marca 1948 roku powiat nieszawski przemianowano na powiat aleksandrowski a woj. pomorskie 6 lipca 1950 roku na woj. bydgoskie. Według stanu z 1 lipca 1952 roku gmina składała się z 34 gromad.
Gmina została zniesiona 29 września 1954 roku wraz z reformą wprowadzającą gromady w miejsce gmin. Jednostki nie przywrócono 1 stycznia 1973 roku po reaktywowaniu gmin, a z jej dawnego obszaru powstały dwie nowe gminy – gmina Dobre w powiecie radziejowskim i gmina Zakrzewo w powiecie aleksandrowskim, obie w woj. bydgoskim.